# فلر (أنمي)
فلر أو فيلر هي كلمة إنكليزية معناها «ملئ»،
والفيلر في الأنمي هي الحلقات الفارغة من محتوى القصة الأصلي ولا علاقة لها بسير الأحداث؛ وإنما هي زوائد ضعيفة الجودة غالباً مقارنة في الحلقات المقتبسة من المحتوى الأصلي، وهي من صنع كتاب الأستديو المنتج للعمل لا الكاتب الأصلي للمانغا «المانغاكا» عادةً الفيلر أو بالعربية «حلقات الملئ» تكون في الأعمال الطويلة أمثال المحقق كونان، وناروتو، ون بيس، وبليتش.

## الهدف منها
التكسب من شعبية العمل الذي يحقق مشاهدات عالية أو شراء الوقت لكاتب المانغا إلى حين قيامه بنشر فصول من القصة لإنتاجها إلى رسومٍ متحركة.